# IBM 701

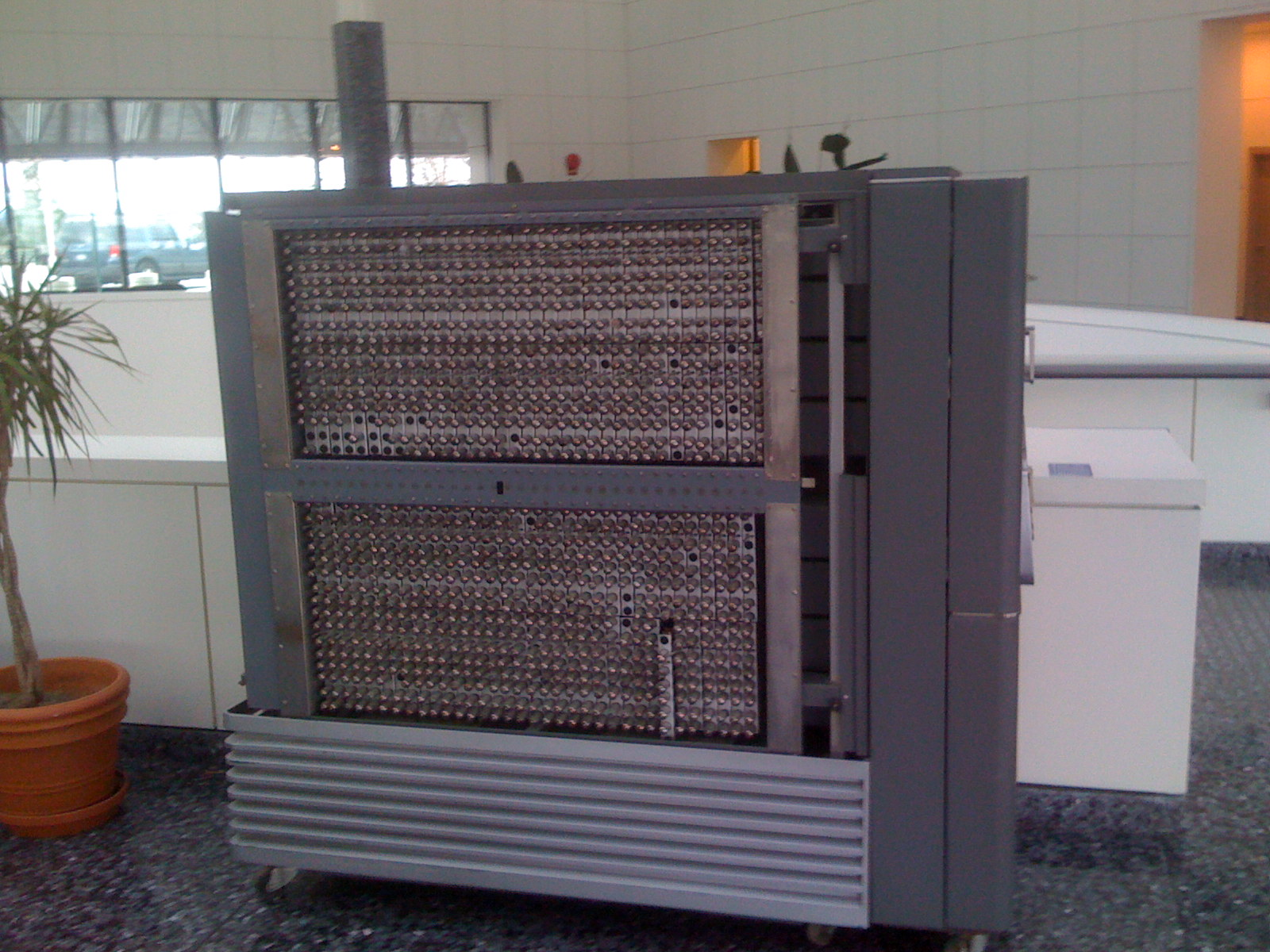
Telaio del processore dell'IBM 701

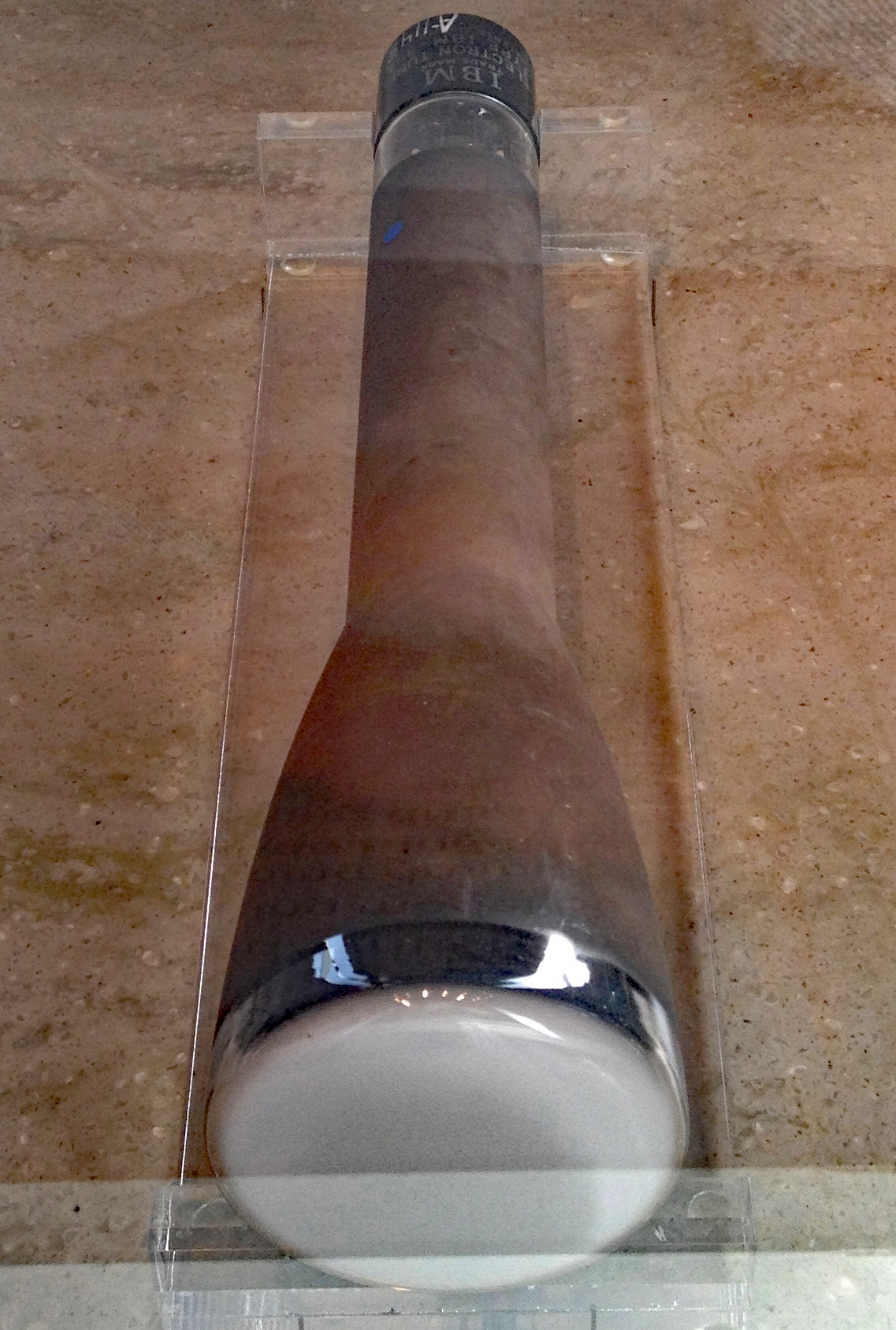
Un tubo Williams da un IBM 701 al Computer History Museum

L'IBM 701, conosciuto come Defense Calculator durante lo sviluppo, fu il primo calcolatore commerciale prodotto dalla IBM. Fu annunciato al pubblico il 29 aprile 1952 e in totale ne vennero venduti 19 esemplari. I suoi equivalenti aziendali erano l'IBM 702 e l'IBM 650. Era basato sulla IAS machine.

## Descrizione
Il sistema usava circuteria logica a valvole termoioniche e memoria elettrostatica, che consisteva in 72 tubi Williams con una capacità di 1024 bit ciascuno, per un totale di 2048 word da 36 bit. Ognuno dei tubi Williams aveva un diametro di tre pollici. La memoria poteva essere espansa ad un massimo di 4096 word da 36 bit con l'aggiunta di altri 72 tubi Williams o rimpiazzandoli totalmente con della memoria a nucleo magnetico. I tubi Williams e più tardi la memoria a nucleo magnetico avevano un ciclo di memoria di 12 microsecondi. I tubi Williams richedevano una riscrittura periodica, obbligando all'inserzione di cicli di memory refresh nella tempistica dell'IBM 701. Un'addizione richiedeva cinque cicli da 12 microsecondi, due dei quali di refresh, mentre un moltiplicazione o una divisione richiedeva 38 cicli (456 microsecondi).
Il sistema IBM 701 era composto dalle seguenti unità:
- IBM 701 - Unità di controllo analitico (CPU)
- IBM 706 - Unità di memoria elettrostatica (2048 word da 36 bit di Memoria)[4]
- IBM 711 - Lettore di schede perforate (150 schede/min.)
- IBM 716 - Stampante (150 Linee/min.)
- IBM 721 - Perforatore di schede perforate (100 Cards/min.)
- IBM 726 - Registratore/lettore di nastro magnetico (100 Bit/pollice)
- IBM 727 - Registratore/lettore di nastro magnetico (200 Bit/pollice)
- IBM 731 - Registratore/lettore di memoria a tamburo
- IBM 736 - Alimentatore #1
- IBM 737 - Unità di memoria a nucleo magnetico (4096 word da 36 bit)[5]
- IBM 740 - Registratore di output a raggio catodico
- IBM 741 - Alimentatore #2
- IBM 746 - Unità per la distribuzione dell'energia
- IBM 753 - Interfaccia per nastro magnetico (controllava fino a 10 IBM 727)[6]

Il registratore/lettore di memoria a tamburo fu aggiunto su raccomandazione John von Neumann, che disse che avrebbe ridotto la necessità di una maggior velocità di I/O.